# Cメール
Cメール（英文：C-Mail、C-mail）は、ショートメッセージサービス（SMS）の一種。
KDDI・沖縄セルラー電話のau携帯電話同士で、電話番号により2017年5月以降発売の4G LTEスマートフォン / 4G LTEケータイでは最大全角670文字（および半角1530文字）、その他の機種は最大全角70文字（および半角140文字）の送受信、他社携帯電話への送信時は、全角70文字（半角160文字）までのメールが送る事が可能である。古い機種の場合、全角50文字（および半角100文字）までしか送受信できない。なお、2012年1月16日のauロゴマーク変更後は、SMS(Cメール)として紹介されている。
ここでは、KDDI・沖縄セルラー電話が提供するiPhone向けのSMS(i)についても併せて詳述する。

## サービス内容
EZwebやIS NET等の契約をしなくても、Cメールのサービスは受けることができる。なお、キャリアアップデート適用前（KDDI 12.0以前）のiPhone 4SにおいてはIS NETコースを別途契約しないと利用できなかった。
SMSとしながらも、NTTドコモやソフトバンクモバイルのSMSが3GPPの仕様に準拠しているのとは対照的に、送信時にパケット通信を行うという特殊な技術仕様のため、3GPP2に準拠していなかった。このことが原因で海外製端末導入の障害になっていたが、2012年春モデルより3GPP2に準拠するように変更されデータ通信がオフの状態での送受信が可能になった。また、2011年販売開始のiPhone 4Sにおいては、上述のように当初送信の際に送信料とは別にパケット通信料（全角70文字の場合で約3パケットとされている）が発生していたが、キャリアアップデートの適用により発生しなくなった。
受信時には当初から回線交換方式が用いられ、EZwebメール受信時のトリガーともなる。災害や大規模イベントなどの回線輻輳時、パケット通信が利用可能な状況下でもEメールが自動受信しない現象が起こるが、これはau網におけるメール受信の基本が全て回線交換でEメールトリガーまたはCメール本文を受け取り、Eメールトリガーの場合はパケット通信に切り替えてメールをIMAPサーバーに取りに行くシステムとなっているためである。
回線交換時代の仕様を引き継ぎ、プリペイド専用端末へは発信者番号が通知されなかったが、発信者番号を表示するように順次切替え作業が行われる旨が2007年2月5日付けで発表された。

### 月額使用料
無料で利用できる。ただし2006年2月20日以前は関東地方、中部地方以外ではEZwebサービス加入が必須(月額315円)だった。
また、下記のスマートフォンについては、IS NETコースに加入せずとも利用可能であるが、IS NETコース未加入でSMS送信を行うと強制的に525円/月徴収される。対象機種：IS01、IS02、IS03、 REGZA Phone IS04、IS05、SIRIUS α IS06、HTC EVO WiMAX ISW11HT、AQUOS PHONE IS11SH、AQUOS PHONE IS12SH、AQUOS PHONE IS13SH、AQUOS PHONE IS14SH、INFOBAR A01、G'zOne IS11CA、Xperia™ acro IS11S、REGZA Phone IS11T、DIGNO ISW11K、MIRACH IS11PT、MEDIAS IS11N、ARROWS Z ISW11F、Optimus X IS11LG、ARROWS ES IS12F、HTC EVO 3D ISW12HT
また、2011年販売開始のiPhoneにおいてもキャリアアップデート適用前（KDDI 12.0以前）の場合、IS NETコース加入が必須(月額315円)だった。

### 送受信料金
- 通常の回線からの送信 - 3.24円/通
  - ただし、送信者の基本料金がプランWシンプル/プランZシンプルに加入し、受信者がau電話の場合は無料。
- ガク割、スマイルハート割引が適用される回線からの送信 - 1.62円/通
- 同じ家族割グループ間での送信 - 無料
- ぷりペイドからの送信 - 5円/通
- 受信 - 無料

### おしゃべりモード
リアルタイムでチャットできるサービス。2001年に発売されたC406Sが初めての対応機種で、2004年秋以降に発売された機種では非対応となった。2007年11月29日に終了。

### ぷりペイド送信
ぷりペイドカードを使用した場合に使用する回線交換方式。ただし、ポストペイド契約の場合は、ぷりペイドカードの残高からの引き落としによる方法によってはできない。端末にこの機能が備わっていた場合であってもである。
2012年1月現在、仕様上、スマートフォン端末でのぷりペイド送信はできない。

### その他
- PDCで提供されていたプチメールαと相互に送り合うことが可能だった。
- かつては、「Eメールお知らせ」として、EメールをCメールで受信することが可能だったが、スパムメール対策で一般ユーザーは使えなくなった。Eメール着信お知らせ用の自動転送設定は2012年10月31日をもって設定不可能。2013年 3月中旬より順次、Eメールお知らせ用の自動転送設定を解除され終了となる予定[3]。
- 10件までの同報（Eメールで言うところのCC）が可能だったが、同じくスパムメール対策で廃止された。
- auの標準サービスとして提供されている「お留守番サービス」利用時に、お留守番センターに相手の電話が接続された場合および伝言を残した場合に自分の携帯電話に知らせる、「着信お知らせ」・「伝言お知らせ」機能はCメールを利用して行われている。
- 2008年3月25日からサービスを開始した緊急速報メールは、Cメールのメールボックスに着信する（これは、3GPP2が策定した方式に近い、「BroadcastSMS」と呼ばれる方式を利用していることによる）。Cメール自体のシステムには前述の回線交換利用という同時大量着信に向かない特徴があるため、緊急地震速報に求められる迅速な同報着信に対応するための改良がなされている。
- 前述のようにNTTドコモやソフトバンクモバイルをはじめ、国際的に普及しているSMSとは一部規格が異なるが、2011年7月13日よりNTTドコモ・ソフトバンクモバイル両社の端末にも電話番号にてメールを送れるようになった。
- 2011年7月13日および8月4日のケータイアップデートにより、一部の文字拡張対応機種にて最大半角140文字（全角70文字）を送信可能となった。2011年11月10日のアップデートで拡張されたSOI11のように、後日拡張の対象となるスマートフォンも今後順次発生する予定。
- ISシリーズのAndroidスマートフォンで、EMnetメールアプリをインストールした場合、Cメールアプリではなく、EMnetメールアプリにSMSとして受信する仕様となっている。なお、同アプリからCメール送信が可能。
- 2012年1月19日に、従来受信のみであったIS12Tでの送信対応を開始したが、旧800MHz帯エリアでの送信は非対応だった（同機種の場合、通話やパケット通信自体は、旧800MHz帯エリアでも利用できた）。

## 関連サービス
- ショートメッセージサービス（SMS）